# Dawiedziny
Dawiedziny – (lit. Davedynos) – wieś na Litwie, w okręgu uciańskim, w rejonie ignalińskim, starostwie Daugieliszki Nowe.

## Historia
W czasach zaborów w granicach Imperium Rosyjskiego.
W dwudziestoleciu międzywojennym wieś leżała w Polsce, w województwie nowogródzkim (od 1926 w województwie wileńskim), w powiecie brasławskim, w gminie Widze.
Według Powszechnego Spisu Ludności z 1921 roku zamieszkiwało tu 41 osób, wszystkie były wyznania staroobrzędowego i zadeklarowały polską przynależność narodową. Było tu 8 budynków mieszkalnych. W 1931 w 16 domach zamieszkiwało 66 osób.
Miejscowość należała do parafii rzymskokatolickiej i prawosławnej w Widzach. Podlegała pod Sąd Grodzki w m. Turmont i Okręgowy w Wilnie; właściwy urząd pocztowy mieścił się w m. Widze.